# El balcó
|  | Per a altres significats, vegeu «Balcó (desambiguació)». |

El balcó és una pintura a l'oli realitzada per Édouard Manet el 1863 i actualment pertany al museu d'Orsay de París.
La crítica de l'època va subratllar la magistral execució de les figures del balcó que, tanmateix, apareixen gairebé buides de tot contingut emocional, sense cap relació entre si, i retallades sobre el fons fosc, que elimina tota perspectiva. La noia asseguda i recolzada a la barana, amb la mirada fixa en un punt llunyà, és la deixebla i amiga de Manet, Berthe Morisot.